# .gs
.gs este un domeniu de internet de nivel superior, pentru insulele Georgia de Sud și Sandwich de Sud (ccTLD).